# Planguenoual

Planguenoual este o comună în departamentul  Côtes-d'Armor, Franța. În 1 ianuarie 2018 avea o populație de 2.226 de locuitori.